# Añón (Berdillo)
Añón (en gallego y oficialmente, O Añón de Berdillo) es una aldea española situada en la parroquia de Berdillo, del municipio de Carballo, en la provincia de La Coruña, Galicia.

## Historia
La aldea figura como Oñon en el Diccionario geográfico-estadístico-histórico de España y sus posesiones de ultramar de Pascual Madoz.

## Demografía
| Gráfica de evolución demográfica de Añón entre 2000 y 2022 |
|                                                            |
| Datos según el nomenclátor publicado por el INE.           |